# Aleksandr Arekeyev
Aleksandr Arekeyev (del ruso: Александр Викторович Арекеев) nacido el 10 de abril de 1982 en Izhevsk es un ciclista ruso.

## Biografía
En 2000, Aleksandr Arekeyev fue medalla de bronce en los campeonatos del mundo júnior en ruta. En 2001, participó en los campeonatos del mundo en Lisboa en Portugal. Consiguió quedar 35º en la carrera en línea sub-23. Estuvo de nuevo presente en los campeonatos del mundo de 2002, en Zolder en Bélgica, donde consiguió quedar sexto en la contrarreloj sub-23 y quedó también 57.º en la carrera en línea de esa misma categoría.
Se convirtió en ciclista profesional en 2004 con el equipo italiano Acqua & Sapone. Ganó en 2007 una etapa de la Tirreno-Adriático. En 2010, fichó por el equipo Katyusha Continental Team. Fue tercero en el Campeonato de Rusia de Ciclismo Contrarreloj de ese mismo año.

## Palmarés
2007
- 1 etapa de la Tirreno-Adriático

2010
- 3º en el Campeonato de Rusia de Ciclismo Contrarreloj